# Achille Souchard
Alphonse Achille Souchard (Le Mans, 17 mei 1900 – Parijs, 24 september 1976) was een Frans wielrenner.
Souchard won tijdens de Olympische Zomerspelen 1920 de gouden medaille in de wegwedstrijd voor ploegen, individueel werd hij als tiende.
1912: Friborg, Malm, Persson, Lönn ·
1920: Souchard, Canteloube, Detreille, Gobillot ·
1924: Blanchonnet, Hamel, Wambst ·
1928: Hansen, Nielsen, Jørgensen ·
1932: Pavesi, Segato, Olmo ·
1936: Charpentier, Lapébie, Dorgebray ·
1948: Wouters, De Lathouwer, Van Roosbroeck ·
1952: Noyelle, Grondelaers, Victor ·
1956: Geyre, Moucheraud, Vermeulin